# Jeblogan (Paron)
Jeblogan is een bestuurslaag in het regentschap Ngawi van de provincie Oost-Java, Indonesië. Jeblogan telt 4438 inwoners (volkstelling 2010).